# Siphonolaimus auratus
Siphonolaimus auratus är en rundmaskart som beskrevs av Christian Wieser 1956. Siphonolaimus auratus ingår i släktet Siphonolaimus och familjen Siphonolaimidae. Inga underarter finns listade i Catalogue of Life.